# Volksbank Ettlingen
Die Volksbank Ettlingen eG ist eine deutsche Genossenschaftsbank mit Sitz in der baden-württembergischen Stadt Ettlingen im Landkreis Karlsruhe.

## Geschichte
Die heutige Volksbank Ettlingen eG wurde 1875 in Ettlingen gegründet. Im Jahr 1970 fusionierte die damalige Volksbank Ettlingen eGmbH mit der Raiffeisenkasse eGmbH Sulzbach mit dem Sitz in Sulzbach und im Jahr 1973 mit der Raiffeisenkasse eGmbH Spielberg mit dem Sitz in Spielberg. Im Jahr 1999 erfolgte die Fusion mit der Raiffeisenbank Marxzell eG mit dem Sitz in Marxzell. Im Jahr 1966 fusionierte die Raiffeisenkasse eGmbH Pfaffenroth bei Ettlingen mit dem Sitz in Pfaffenroth mit der Raiffeisenkasse Burbach eGmbH. mit dem Sitz in Burbach und der Raiffeisenkasse eGmbH. Schielberg mit dem Sitz in Schielberg. Durch Umfirmierung entstand so die Raiffeisenbank Marxzell eG.
Zuletzt fusioniert die Volksbank Ettlingen eG im Jahr 2003 mit der Raiffeisenbank Albtal eG mit dem Sitz in Waldbronn. Die damalige Raiffeisenbank Albtal eGmbH entstand im Jahr 1971 durch die Fusion der Raiffeisen-Gebietsbank eGmbH Schöllbrunn mit dem Sitz in Schöllbronn mit der Raiffeisenbank eGmbH Busenbach mit dem Sitz in Busenbach und der Raiffeisenbank Reichenbach-Etzenrot eGmbH mit dem Sitz in Reichenbach. Durch die Fusion der Raiffeisenkasse Reichenbach eGmbH im Jahr 1962 mit der Spar- und Darlehnskasse eGmbH Etzenrot mit dem Sitz in Etzenrot entstand die Raiffeisenbank Reichenbach-Etzenrot eGmbH.

## Rechtsverhältnisse
Die Volksbank Ettlingen eG ist im Genossenschaftsregister beim Amtsgericht Mannheim unter GnR 360001 eingetragen.

## Organisationsstruktur
Rechtsgrundlagen sind das Genossenschaftsgesetz und die durch die Vertreterversammlung beschlossene Satzung. Organe der Bank sind der Vorstand, der Aufsichtsrat und die Vertreterversammlung.

## Sicherungseinrichtung
Die Volksbank Ettlingen eG ist der amtlich anerkannten Sicherungseinrichtung des Bundesverbandes der Deutschen Volksbanken und Raiffeisenbanken GmbH und der zusätzlichen freiwilligen Sicherungseinrichtung des Bundesverbandes der Deutschen Volksbanken und Raiffeisenbanken e.V. angeschlossen. Sie gehört dem Bundesverband der Deutschen Volksbanken und Raiffeisenbanken an.

## Geschäftsausrichtung
Die Volksbank Ettlingen eG betreibt das Universalbankgeschäft. Im Verbundgeschäft arbeitet sie mit der DZ Bank, R+V Versicherung, Bausparkasse Schwäbisch Hall, Teambank, VR Smart Finanz, DZ Hyp, Münchener Hypothekenbank und der Union Investment zusammen.

## Geschäftsgebiet
Das Geschäftsgebiet liegt im Süden des Landkreises Karlsruhe.
An diesen Orten betreibt die Bank Filialen:
- Ettlingen (Hauptstelle, jur. Sitz + 2 SB-Geschäftsstellen)
- Schöllbronn (SB-Geschäftsstelle)
- Bad Herrenalb (SB-Geschäftsstelle)
- Langensteinbach (Geschäftsstelle)
- Malsch (Geschäftsstelle)
- Pfaffenrot (Geschäftsstelle)
- Waldbronn (Geschäftsstelle)